# Tribogna
Tribogna (en ligur Tribéugna) és un comune sparso italià, situat a la regió de la Ligúria i a la ciutat metropolitana de Gènova. El 2011 tenia 617 habitants. La seu de l'ajuntament es troba a la frazione de Garbarini.

## Geografia
El comune està situat en una posició elevada sobre el fons de la vall, entre els 100 i els 730 msnm, al vessant dret de l'alta vall Fontanabuona, a l'est de Gènova. La seva superfície és de 7,14 km² i les frazioni d'Aveno, Bassi, Cassanesi, Garbarini (seu de l'ajuntament) i Piandeipreti. Limita amb les comunes d'Avegno, Cicagna, Moconesi, Neirone, Rapallo i Uscio.